# 陳以聞
陳以聞（1586年—17世紀），字無異、寄生，號石泓，湖廣黃州府麻城縣人，軍籍，明朝政治人物。

## 生平
陳以聞是萬曆三十四年（1606年）舉人，次年（1607年）聯捷進士，萬曆三十六年（1608年）授吳縣知縣，任內不畏強權；調任無錫，實行均田役法，押運需要兌狀，判決案件有威嚴。
萬曆四十五年（1617年），陞任禮部主客司主事，天启元年（1621年）降为两浙运判，天啟二年升工部营缮司主事，三年改礼部儀制清吏司主事，晉尚寶司司丞，因為和楊漣、高攀龍友好而被魏璫誣告削籍。崇禎初年他獲重新起用，任光祿寺少卿、通政使司左通政、右通政，官至刑部左侍郎。

## 家族
曾祖陳秀。祖父陳良卿。父陳大道。前母毛氏，母饒氏。慈侍下。弟以愿、以慤。

## 引用
1. ↑  《万历三十五年丁未科进士履历便览》：陈以闻，石泓，春秋房，丙戌六月十一日生，麻城人，丙午乡八十名，会九十八名，三甲五十九名，户部政，丁未八月授吴县知县，庚戌调无锡县，癸丑升礼部主事，患病，辛酉降两浙运判，壬戌升营缮司主事，癸亥升礼部仪制司主事，癸亥升尚宝司丞，甲子升本司少卿，乙丑降，为民。庚午起光禄寺少卿。曾祖秀；祖良卿；父大道。
2. 1 2  民國《麻城縣志·卷九·耆舊志一》：陳以聞，字寄生，號石泓，萬歷丁未進士，授吳縣，不畏強禦；調無錫，行均田役法，發運弁，勒兌狀，數決大獄甚有風力。遷禮曹，晉尚寶寺【司】丞，以與楊漣、高攀龍善，忤魏璫削籍。崇禎初起官，累少司寇被論歸，生平出處具詳自序中。 舊志
3. ↑  民國《麻城縣志·卷八上·選舉志一》：（萬曆）三十四年 丙午（舉人）……陳以聞……三十五年 丁未（進士）……陳以聞 侍郎
4. ↑  《明神宗顯皇帝實錄·卷五百五十五》：（萬曆四十五年三月）戊寅，吏科等署科事左給事中徐紹吉等拾遺紏劾……原任禮部主客司主事今侯補陳以聞……
5. ↑  《明熹宗悊皇帝實錄·卷三十八》：（天啟三年九月辛亥）改禮部儀制司主事陳以聞尚寶司司丞。
6. ↑  史語所藏鈔本《崇禎長編·卷三十五》：（崇禎三年六月）戊午，起陞陳以聞為光祿寺少卿……
7. ↑  史語所藏鈔本《崇禎長編·卷六十四》：（崇禎五年十月）壬申，陞陳以聞為左通政。
8. ↑  史語所藏鈔本《崇禎長編·卷六十四》：（崇禎五年十月）乙亥，陞楊建烈為左通政，陳以聞為右通政。
9. ↑  《偏安排日事跡·卷十》：（弘光元年二月戊辰）予原任刑部左侍郎陳以聞祭葬。